# Славенцин (Мазовецьке воєводство)
Славенцин (пол. Sławęcin) — село в Польщі, у гміні Бежунь Журомінського повіту Мазовецького воєводства.
Населення — 337 осіб (2011).
У 1975-1998 роках село належало до Цехановського воєводства.

## Демографія
Демографічна структура станом на 31 березня 2011 року:
|          | Загалом | Допрацездатний вік | Працездатний вік | Постпрацездатний вік |
| -------- | ------- | ------------------ | ---------------- | -------------------- |
| Чоловіки | 167     | 31                 | 118              | 18                   |
| Жінки    | 170     | 27                 | 88               | 55                   |
| Разом    | 337     | 58                 | 206              | 73                   |